# 1万年堂出版
株式会社1万年堂出版(いちまんねんどうしゅっぱん)は、2000年に浄土真宗親鸞会の出版部門として設立された日本の出版社。2001年に出版した高森顕徹監修の『なぜ生きる（明橋大二,伊藤健太郎:共著）』がベストセラーとなった。明橋大二の「子育てハッピーアドバイスシリーズ」もベストセラーとなっている。
主な出版物に「なぜ生きるシリーズ」「光に向かってシリーズ」「こころシリーズ」「意訳で楽しむ古典シリーズ」「子育てハッピーアドバイスシリーズ」がある。

## 概要
2000年、浄土真宗親鸞会の出版社として設立された。2012年には株式会社に組織変更されている。浄土真宗親鸞会会長・高森顕徹の著書『光に向かって100の花束（2000年）』『歎異抄をひらく（2008年）』などの書籍を出版し、新聞広告も行った。『歎異抄をひらく』や、高森顕徹:監修の『なぜ生きる（明橋大二,伊藤健太郎:共著、2001年）』『歎異抄ってなんだろう（高森光晴,大見滋紀:共著、2021年）』は、ベストセラーになった。ただし、これらの書籍には、親鸞会と出版社、著者、監修者との関係が明記されていない。
明橋大二の「子育てハッピーアドバイスシリーズ」は、累計500万部を超えるベストセラーとなった。著者の明橋は、浄土真宗親鸞会系列の病院「真生会」で心療内科部長を務めている。
『マンガでわかる仏教入門：知っているようで知らないブッダの言葉（2011年、伊藤健太郎:監修、太田寿:著）』など、布教のための漫画も出版している。『なぜ生きる』と『歎異抄をひらく』は、2016年と2019年にアニメ映画化された。これらのアニメ映画を漫画化した『なぜ生きる--蓮如上人と吉崎炎上（2019年、太田寿:漫画）』と『歎異抄をひらく（2020年、伊藤健太郎:解説、太田寿:漫画）』も出版している。

## 主な出版物

### 光に向かってシリーズ
- 『光に向かって100の花束』（高森顕徹:著、2000年）
- 『光に向かって123のこころのタネ』（高森顕徹:著、2002年）
- 『光に向かって心地よい果実』（高森顕徹:著、2003年）

### なぜ生きるシリーズ
- 『なぜ生きる（高森顕徹:監修、明橋大二,伊藤健太郎:共著、2001年）』[2][5][PR 3]
  - 『YOU WERE BORN FOR A REASON』『なぜ生きる』の英語版、ジュリエット・カーペンター:訳、2006年 - 中国語版とポルトガル語版も発刊されている[PR 4]。
- 『なぜ生きる2』（高森顕徹:著、2013年）

### こころシリーズ
- 『親のこころ』（木村耕一、2003年）
- 『こころの道』（木村耕一、2004年）
- 『こころの朝』（木村耕一、2005年）
- 「思いやりのこころ』（木村耕一、2007年）
- 『まっすぐな生き方』（木村耕一、2010年）

### 子育てハッピーアドバイスシリーズ
- 『子育てハッピーアドバイス』（明橋大二、2005年）
- 『子育てハッピーアドバイス　知っててよかった 小児科の巻　増補改訂版』（明橋大二、2009年）
- 『0-3歳のこれで安心子育てハッピーアドバイス』（明橋大二、2017年）
- 『3-6歳のこれで安心子育てハッピーアドバイス』（明橋大二、2017年）
- 『子育てハッピーアドバイス 大好き!が伝わるほめ方・叱り方』1～3（明橋大二、2011年）
- 『HSCの子育てハッピーアドバイス』（明橋大二、2018年）
- ほか

### 意訳で楽しむ古典シリーズ
- 『歎異抄をひらく』（高森顕徹:著、2008年）
- 『こころ彩る徒然草　兼好さんとお茶をいっぷく』（木村耕一、2017年）
- 『こころに響く方丈記』（木村耕一、2018年）
- 『こころきらきら枕草子』（木村耕一、2018年）
- 『美しき鐘の声　平家物語』1～3（木村耕一、2019年）

### 仏教
- 『親鸞聖人の花びら』桜の巻・藤の巻（高森顕徹:著、2011年）
- 『親鸞聖人を学ぶ』（伊藤健太郎,仙波芳一:共著、2014年）
- 『人は、なぜ、「歎異抄」に魅了されるのか』（伊藤健太郎:著、2019年）
- 『歎異抄ってなんだろう』（高森顕徹:監修、高森光晴,大見滋紀:共著、2021年）

## ラジオ放送
2024年現在、全国のラジオ34局で、「1万年堂出版の時間」を週末の早朝に放送している。以前はこの時間帯で「浄土真宗親鸞会の時間」が放送されていた。

### 記事主題の関係者による情報源
1. 1 2 3 4 5 6 7 8  “会社情報”.   株式会社1万年堂出版. 2024年1月9日閲覧。
2. ↑  “マンガでわかる 仏教入門 知ってるようで知らないブッダの言葉”.   1万年堂出版. 2024年6月10日閲覧。
3. ↑  “なぜ生きる”.   1万年堂出版. 2024年6月10日閲覧。
4. ↑  “会長：高森顕徹先生の紹介”.  浄土真宗親鸞会. 2024年6月10日閲覧。
5. ↑  “ラジオ番組「１万年堂出版の時間」のご案内”.   1万年堂出版 (2024年3月14日). 2024年6月10日閲覧。
6. ↑  “浄土真宗親鸞会の時間”.   浄土真宗親鸞会. 2024年6月10日閲覧。